# Isonami
L'Isonami (磯波? lett. "Onde sulla spiaggia"), sino al 1º agosto 1928 denominato 39-Gō kuchikukan (第39駆逐艦? lett. "cacciatorpediniere Numero 39"), è stato un cacciatorpediniere della Marina imperiale giapponese, seconda unità appartenente alla classe Fubuki. Fu varato nel novembre 1927 dal cantiere di Uraga.
Appartenente alla 19ª Divisione, all'inizio del conflitto nel Pacifico operò in seno alla 2ª Flotta di scorta a vari convogli e poi, aggregato alla forza del viceammiraglio Jisaburō Ozawa, coprì gli sbarchi su Giava, su Sumatra e nelle isole Andamane. Nell'aprile 1942 rientrò in Giappone, fu revisionato e quindi, con la divisione, fu presente alla decisiva battaglia delle Midway (4-6 giugno) senza però prendervi effettivamente parte. Danneggiato piuttosto gravemente da una collisione con il gemello Uranami, rimase in cantiere un mese e quindi in autunno attese ad addestramenti con portaerei nelle acque nazionali. In ottobre fu trasferito al fronte nel Pacifico sud-occidentale, operando in difesa della portaerei Hiyo; sullo scorcio dell'anno fu quindi impegnato in varie missioni di trasporto truppe per lo più verso la Nuova Guinea. Nel 1943 attese a numerose missioni di scorta a convogli di mercantili o trasporti e fu poi trasferito alla Flotta dell'Area sud-occidentale: mentre serviva sotto questo comando, fu centrato e affondato da un sommergibile statunitense il 9 aprile, poco lontano dalla propaggine sud-orientale di Celebes.

## Servizio operativo

### Costruzione
Il cacciatorpediniere Isonami fu ordinato nell'anno fiscale edito dal governo giapponese nel 1926, inizialmente con la denominazione "cacciatorpediniere No. 39" (39-Gō kuchikukan in lingua giapponese). La sua chiglia fu impostata nel cantiere navale di Uraga, gestito dalla compagnia omonima, il 18 ottobre dello stesso anno e il varo avvenne il 24 novembre 1927; fu completato il 30 giugno 1928 e il 1º agosto assunse il suo nome definitivo, avendo la Marina imperiale abbandonato alla data il sistema di nomenclatura del naviglio leggero con soli numeri

### 1941-1942
Alla fine degli anni trenta l'Isonami era passato al comando del capitano di fregata Ryokichi Sugama e aveva formato con l'Uranami, lo Shikinami e lo Ayanami la 19ª Divisione, dipendente dalla 3ª Squadriglia della 1ª Flotta. Il 20 novembre 1941 seguì la divisione d'appartenenza e l'intera 3ª Squadriglia da Kure a Samah sull'isola di Hainan, raggiunta il 26. Dal 4 dicembre all'11 gennaio 1942 fu coinvolto nella difesa ravvicinata dei convogli che, da Samah, dalla base militare di Mako e dalla baia di Cam Ranh, trasportarono la 25ª Armata in Malaysia e Borneo britannico. Per il resto di gennaio e gran parte di febbraio l'Isonami fu incaricato della difesa degli incrociatori pesanti della 7ª Divisione (Mogami, Mikuma, Suzuya, Kumano), che costituirono il fulcro della scorta a distanza dei reparti che sbarcarono sulle isole Anambas, a Bangka e a Palembang. Il 27 febbraio fu aggregato al gruppo d'invasione occidentale per Giava (viceammiraglio Jisaburō Ozawa) e il 12 marzo, occupata l'isola, seguì la formazione di scorta verso la Sumatra settentrionale, dove avvenne un ennesimo sbarco. Subito dopo penetrò nell'Oceano Indiano e fu presente alla facile occupazione delle isole Andamane (23 marzo): per circa due settimane l'Isonami condusse dunque pattugliamenti e servizio di scorta da Port Blair, quindi rientrò a Singapore e il 13 aprile lasciò la base assieme al resto della divisione; fatta rotta per il Giappone, il 22 aprile si fermò a Kure e fu subito ormeggiato per una revisione generale. Con i cacciatorpediniere gregari scortò dunque il grosso della 1ª Flotta, guidata dall'ammiraglio Isoroku Yamamoto comandante anche la Flotta Combinata, nel corso della battaglia delle Midway (4-6 giugno), ma essa rimase troppo distante dal combattimento. Il 9 giugno, nel corso del rientro, fu speronato dal gemello Uranami riportando danni piuttosto gravi allo scafo e alle macchine: alla velocità di 11 nodi riuscì a raggiungere Yokosuka e qui rimase in bacino di carenaggio dal 17 giugno al 23 luglio, periodo durante il quale il comandante Sugama fu rimpiazzato dal capitano di corvetta Masao Nishimura.
Rimesso in efficienza, l'Isonami non raggiunse i suoi gemelli nelle acque delle isole Salomone, bensì rimase nel Mare interno di Seto per partecipare, in agosto e settembre, a esercitazioni combinate con le portaerei Junyo e Hiyo appena entrate in servizio. Tra il 4 e il 9 ottobre salpò assieme alle due unità da Saeki e le scortò sino alla base aeronavale di Truk; proseguì quindi in mare aperto per condurre un pattugliamento a nord delle Salomone. Il 22 ottobre partì assieme alla 2ª e 3ª Flotta dalla rada, incaricate di intervenire subito dopo la cattura di Henderson Field, ma il giorno successivo la Hiyo accusò danni alle caldaie; inutilizzabile in battaglia, la portaerei fu accompagnata indietro dall'Isonami. Dal 9 al 17 novembre il cacciatorpediniere fu impegnato nella difesa della nave appoggio idrovolanti Nisshin che, partita da Truk, fece tappa a Woleai nelle isole Caroline e alle isole Shortland dove scaricò materiali logistici, quindi rientrò alla base. Spostatosi dunque a Rabaul entro il 22 novembre, l'Isonami intraprese il giorno successivo un viaggio di trasporto truppe per le postazioni nipponiche di Lae e Salamaua, tuttavia annullato dopo che era stato attaccato da alcuni velivoli nemici; anche l'8 dicembre il tentativo di recare truppe a Buna fallì per l'opposizione aerea e anzi lo Isonami subì danni leggeri, mentre tra l'11 e il 14 dicembre completò andata e ritorno da Buna senza incidenti, passando per la rotta più settentrionale delle isole dell'Ammiragliato. Viste le difficoltà delle forze giapponesi in Nuova Guinea, l'8ª Flotta a Rabaul organizzò un'altra missione di trasporto truppe: un battaglione fu suddiviso tra due mercantili armati (Gokoku Maru, Aikoku Maru) difesi dall'incrociatore leggero Tenryu e dai cacciatorpediniere Suzukaze, Inazuma, Arashio e Isonami. Le truppe furono portate a destinazione ma, sulla rotta del ritorno, il Tenryu fu centrato da alcuni siluri e colò a picco; l'Isonami si impegnò nel salvataggio dei superstiti e trasse a bordo anche il comandante della 18ª Divisione incrociatori, contrammiraglio Mitsuharu Matsuyama. Tornato a Rabaul, ne partì il 26 dicembre a tutta forza, sbarcò un nucleo di fanteria in Nuova Georgia e il 27 rientrò alla rada.

### 1943 e l'affondamento
Il 2 gennaio 1943 l'Isonami condusse a termine una missione di rifornimento a Guadalcanal adoperando il metodo dei contenitori stagni. Rientrato senza problemi a Rabaul, il 5 salpò alla volta di Truk e qui si unì ai cacciatorpediniere Ariake, Inazuma, Asashio e Yugure, formando lo schermo difensivo per la portaerei Zuikaku, la nave da battaglia Mutsu e l'incrociatore pesante Suzuya, in rotta per Kure. Il 12 gennaio la città fu raggiunta e lo Isonami rimase per un mese circa ormeggiato, oggetto di revisioni: aggiunse anche un terzo impianto doppio di mitragliatrici Type 93 da 13,2 mm, installato davanti alla plancia, e a poppa furono sistemati due lanciabombe di profondità Type 94 per complessivi trentasei ordigni. Tornato operativo il 7 febbraio, si spostò a Tsingtao e ne partì come scorta a una sezione del convoglio Hei no. 1, che stava trasferendo la 20ª Divisione fanteria in Nuova Guinea: fatta tappa il 14 alle isole Palau, l'Isonami fu raggiunto dai cacciatorpediniere Akigumo e Natsugumo, quindi il convoglio riprese il viaggio il 21 febbraio. A Wewak gli uomini furono sbarcati ed entro il 2 marzo i cacciatorpediniere rientravano alle Palau. Nel frattempo la 19ª Divisione era stata riassegnata alla Flotta dell'Area sud-occidentale (25 febbraio), responsabile per le ex Indie orientali olandesi, le Filippine e la Malaysia; l'Isonami, perciò, si mosse il 3 per la città di Soerabaja, raggiunta la settimana seguente. Subito fu coinvolto nella difesa del traffico di convogli verso Singapore, poi dal 23 al 31 marzo scortò altre unità mercantili o da trasporto tra Soerabaja e l'isola di Ambon: durante questi servizi il comando fu assunto dal capitano di corvetta Masami Araki (26 marzo). Il 5 aprile l'Isonami lasciò Soerabaja accompagnando un piccolo convoglio diretto ad Ambon ma il 9 rimase vittima del sommergibile USS Tautog, che lo silurò 35 miglia a sud-est dell'isola di Wangi-wangi nella Celebes sud-orientale (5°26′S 123°04′E) mentre prestava soccorso ai naufraghi del mercantile Penang Maru. Nell'azione si ebbero appena sedici vittime, inclusi sette morti, e anche il capitano Araki sopravvisse.
Il 1º agosto 1943 l'Isonami fu rimosso dai registri navali della Marina imperiale.